# 문자 다중 방송
문자 다중 방송(文字 多重 放送) 또는 텔레텍스트(영어: teletext)는 텔레비전 방송사에서 제공하는 정보 서비스다. 이 서비스는 1970년대에 영국에서 처음 개발되었다. 문자 다중 방송 페이지는 적절한 디코더를 내장하고 있는 텔레비전 수상기에서 볼 수 있다. 이 서비스는 여러 문자 기반의 정보를 제공하는데, 일반적으로 각종 뉴스 및 날씨, TV 편성표 등의 서비스를 제공하며 자막 정보도 또한 이 신호를 통해서 전송된다.
문자 다중 방송은 유럽에서 대중적인 인기를 누리고 있으며, (미국에서도 잠시 동안 사용되었다.) 현재 유럽의 모든 주요 방송사마다 고유한 문자 다중 방송 서비스를 제공한다. 몇몇 유료 채널의 경우에는 문자 다중 방송을 광고 채널로 사용하여 여행 정보와 같은 광고를 보여주기도 한다. 일반적인 서비스로는 TV 편성표, 정기적으로 업데이트되는 현재 뉴스와 스포츠 뉴스는 물론, (퀴즈와 같은) 간단한 게임과 청각 장애인을 위한 자막 또는 외국어 자막 등이 있다. 오스트레일리아에서는 오직 세븐 네트워크(Seven Network)에서만 문자 다중 방송 서비스를 제공한다.
문자 다중 방송이 여러 면에서 인터넷에 비해 기술적으로 뒤지지만, 사용의 편이성과 TV 와의 통합성이라는 장점으로 인해 아직도 많은 인기를 확보하고 있다. 또 다른 장점으로는 웹 서비스와 달리 사용자의 수가 아무리 증가해도 서비스가 느려지지 않는다는 점이다. 이 점은 특종 사건의 경우 주요 뉴스 사이트의 웹 페이지에 엄청난 사람들이 몰리게 되는 경우에 유효하다. 또한 문자 다중 방송 시스템을 사용하여 TV 와 비디오 녹화기에서 사용되는 채널이나 프로그램 정보 등의 정보를 포함하는 특수 패킷들을 전송하는 것이 가능하다.
비록 문자 다중 방송이 특정 시스템이나 그와 비슷한 것들을 가리키는 경향이 있지만, 최근의 디지털 텔레비전 기술은 동일한 기능을 수행하는 보다 진보된 - (영국의) MHEG-5나 MHP와 같은 - 시스템을 제공할 수 있게 해 준다.

## 수준
출처는 exampointers.com이다.
| 수준 | 설명 |
| ---- | --- |
| 1    | 초기 규격은 1976년 9월에 BBC, IBA, BREMA가 시작하였다.                                                                                                  |
| 2    | 다국어 자막, 공간이 없는 넓은 범위의 디스플레이 특성, 넓은 범위의 색과 확장 모자이크 지원                                                               |
| 3    | DRCS (동적으로 다시 정의된 문자 집합)는 로마자권 언어가 아닌 언어를 보여 주는 데 쓰인다. (이를테면, 아랍어와 중국어) 그림 그래픽 문자도 정의할 수 있다. |
| 4    | 완전한 기하학 그래픽. 연속하는 그리기 명령에서 디스플레이를 만들어 내려면 이를 뒷받침할 성능이 요구된다. 색 팔레트는 250,000 개의 셰이더를 가지고 있다. |
| 5    | 선명한 정지 영상은 비디오 카메라보다 더 나은 품질을 제공한다. 전송하는 동안에 노이즈가 끼지 않는다.                                                     |

### 수준 2.5 문자 다중 방송

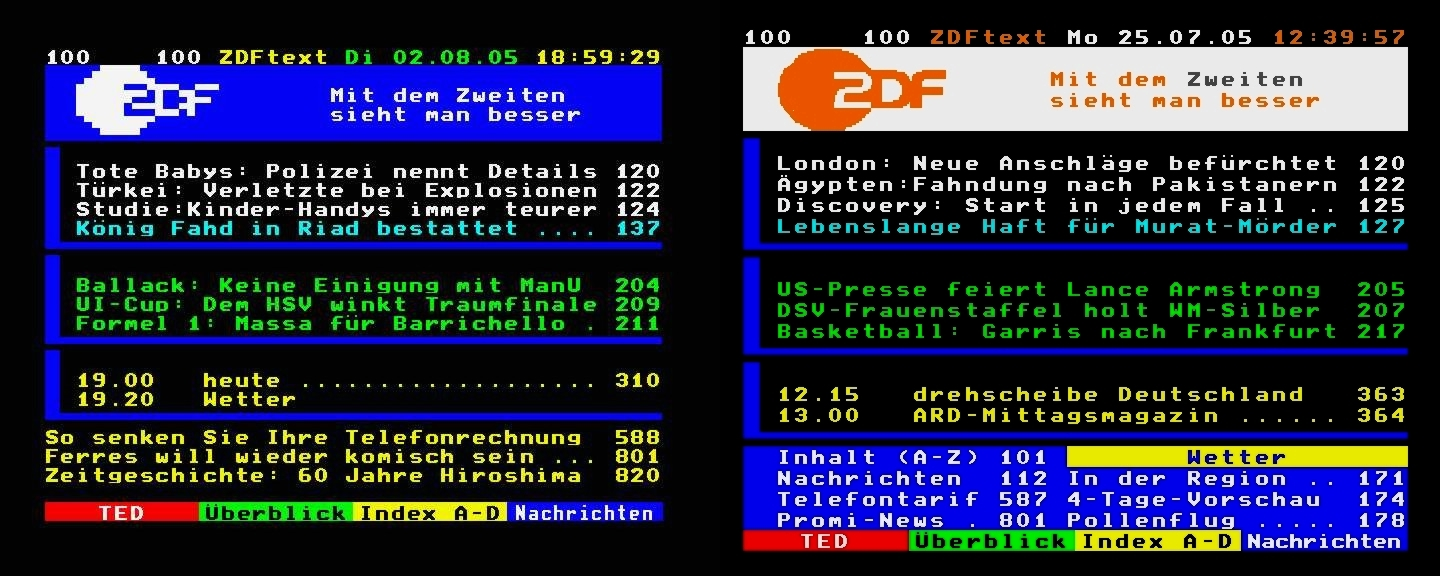
문자 다중 방송 수준 1.0과 2.5 비교.

새로운 그래픽 표준이 2000년 즈음에 유럽 시장에 출시되었다. 이 표준의 이름은 Level 2.5 또는 HiText라고 부른다. 수준 2.5를 사용하면 배경색을 설정할 수 있고 더 높은 해상도의 문자열과 그림을 다룰 수 있다. 그러나 텔레비전 방송국 대다수가 이 표준을 사용하여 신호를 내보내지 않고 있다. 수준 2.5의 한 가지 문제점은 높은 해상도의 물체가 화면에 표시되기 전에 몇 번의 전송 주기가 필요하다는 점이다. 수준 2.5의 문자 다중 방송을 시청하려면 특별한 디코더 칩이 포함된 최근의 텔레비전을 구입해야 한다.
그러나 이 시스템은 널리 받아들이지 않은 상태이며 다만 유럽의 방송국만이 이를 지원하고 있는 형편이다. 이 표준을 지원하는 텔레비전 방송국은 네덜란드의 공립 방송국인 NOS(Nederlandse Omroep Stichting), 독일의 ZDF, 그리고 Bayerisches Fernsehen를 비롯하여 Arte와 3sat가 있다.

## 같이 보기
- 멀티미디어 홈 플랫폼
- DMB 2.0